# Tennyson (Indiana)
Tennyson es un pueblo ubicado en el condado de Warrick en el estado estadounidense de Indiana. En el Censo de 2010 tenía una población de 279 habitantes y una densidad poblacional de 460,35 personas por km².

## Geografía
Tennyson se encuentra ubicado en las coordenadas 38°4′54″N 87°7′8″O / 38.08167, -87.11889. Según la Oficina del Censo de los Estados Unidos, Tennyson tiene una superficie total de 0.61 km², de la cual 0.61 km² corresponden a tierra firme y (0%) 0 km² es agua.

## Demografía
Según el censo de 2010, había 279 personas residiendo en Tennyson. La densidad de población era de 460,35 hab./km². De los 279 habitantes, Tennyson estaba compuesto por el 99.28% blancos, el 0.36% eran afroamericanos, el 0% eran amerindios, el 0% eran asiáticos, el 0% eran isleños del Pacífico, el 0.36% eran de otras razas y el 0% pertenecían a dos o más razas. Del total de la población el 2.15% eran hispanos o latinos de cualquier raza.